# Požeženo
Požeženo (izvirno srbsko Пожежено) je naselje v Srbiji, ki upravno spada pod Občino Veliko Gradište; slednja pa je del Braničevskega upravnega okraja.

## Demografija
V naselju živi 672 polnoletnih prebivalcev, pri čemer je njihova povprečna starost 44,4 let (44,0 pri moških in 44,9 pri ženskah). Naselje ima 188 gospodinjstev, pri čemer je povprečno število članov na gospodinjstvo 4,25.
To naselje je, glede na rezultate popisa iz leta 2002, večinoma srbsko.
|  |

| Demografija | Demografija     | Demografija     |
| Leto        | Št. prebivalcev | Št. prebivalcev |
| ----------- | --------------- | --------------- |
|             |                 |                 |
|             |                 |                 |
|             |                 |                 |
|             |                 |                 |
| 1948        | 1189            |                 |
| 1953        | 1252            |                 |
| 1961        | 1215            |                 |
| 1971        | 1154            |                 |
| 1981        | 1102            |                 |
| 1991        | 962             | 939             |
| 2002        | 860             | 799             |
|             |                 |                 |

| Etnična sestava po popisu iz leta 2002 | Etnična sestava po popisu iz leta 2002 | Etnična sestava po popisu iz leta 2002 | Etnična sestava po popisu iz leta 2002 | Etnična sestava po popisu iz leta 2002 |
| -------------------------------------- | -------------------------------------- | -------------------------------------- | -------------------------------------- | -------------------------------------- |
| Srbi                                   | Srbi                                   |                                        | 766                                    | 95,86%                                 |
| Romi                                   | Romi                                   |                                        | 14                                     | 1,75%                                  |
| Romuni                                 | Romuni                                 |                                        | 6                                      | 0,75%                                  |
| Slovenci                               | Slovenci                               |                                        | 1                                      | 0,12%                                  |
| Muslimani                              | Muslimani                              |                                        | 1                                      | 0,12%                                  |
| Vlahi                                  | Vlahi                                  |                                        | 1                                      | 0,12%                                  |
| Neznano                                | Neznano                                |                                        | 8                                      | 1,00%                                  |